# Cuarte (Huesca)
Cuarte es una localidad y antiguo municipio de la comarca Hoya de Huesca que actualmente pertenece al municipio de Huesca en la provincia de Huesca. Es particularmente conocida por albergar el Parque Tecnológico Walqa y la zona educativa de la Escuela Politécnica Superior de Huesca.

## Toponimia
Cuarte es un topónimo recurrente en Aragón, derivado del latín QUARTUM. Se trata de una referencia a los mojones situados a las cuatro millas de una ruta, donde solía haber postas.

## Demografía
| Gráfica de evolución demográfica de Cuarte entre 1842 y 1970 |
| |
| Población de derecho según los censos de población del INE Población de hecho según los censos de población del INEEntre el censo de 1981 y el anterior, este municipio desaparece porque se integra en el municipio Huesca |

## Patrimonio
La localidad alberga varios edificios y elementos arquitectónicos de interés, como un escudo de la familia Benedet de 1777, la iglesia parroquial barroca de la Natividad y la ermita y alberca de Loreto.